# Kurt Lindenblatt
Kurt Lindenblatt (* 11. Oktober 1885 in Freienwalde (Oder); † 10. Februar 1952 in Potsdam) war ein deutscher Konsularbeamter.

## Leben
Lindenblatts Eltern waren der Apotheker Wilhelm Lindenblatt und seine Frau Maria geb. Ulrich.
Lindenblatt besuchte das Gymnasium in Freienwalde und das Potsdamer Viktoria-Gymnasium, an dem er im März 1904 das Abitur bestand. Nach einem Semester an der Albert-Ludwigs-Universität Freiburg wechselte er an die Albertus-Universität Königsberg. Im Wintersemester 1903/04 renoncierte er beim Corps Baltia. Zwei Onkel waren ebenfalls Balten. Nachdem er am 11. September 1907 das Referendarexamen mit „gut“ bestanden hatte, trat er am 3. Oktober 1907 in den preußischen  Justizdienst. Zunächst ließ er sich bei den Amtsgerichten in Beelitz und Koblenz ausbilden. 1909 ging er nach München, wo er am 20. August 1910 summa cum laude zum Dr. iur. et rer. pol. promoviert wurde. Am 4. Juli 1912 bestand er die Assessorprüfung („gut“). Er war bei der Disconto-Gesellschaft in Berlin und London tätig. Nachdem er Regierungsassessor geworden war, wurde er am 16. März 1914 in den Auswärtigen Dienst (konsularische Laufbahn) einberufen.
Bei Beginn des Ersten Weltkriegs, am 7. August 1914, meldete er sich zum 4. Garde-Feldartillerie-Regiment in Potsdam. Ab September 1914 war er bei der kämpfenden Truppe des Deutschen Heeres im Einsatz. Dem Reserve-Feldartillerie-Regiment 44 im XXII. Reserve-Korps (Deutsches Kaiserreich) zugeteilt, nahm er an der Ersten Flandernschlacht und der Zweiten Flandernschlacht teil. Mit dem Korps seit Anfang Juni 1915 an der Ostfront (Erster Weltkrieg), nahm er an der Eroberung von Brest-Litowsk teil. Im Serbienfeldzug der Mittelmächte wurde er zum Unteroffizier befördert und mit dem Eisernen Kreuz 2. Klasse ausgezeichnet. Vom Auswärtigen Amt angefordert, wurde er am 13. März 1916 aus dem Heeresdienst entlassen. Fünf Tage später kam er in die Abt. II (Handelspolitik) des AA.
Vom 29. September 1917 bis zum 7. Dezember 1918 war er als Hilfsarbeiter und charakterisierter Vizekonsul (7. November 1917) am Deutschen Generalkonsulat Konstantinopel. Am 19. Januar, 10. und 22. Februar sowie am 23. März 1918 besuchte er den Alte-Herren-Senioren-Convent.
Zum 16. Januar 1919 holte ihn das AA in die Abt. I A (Politik). Vom 23. Juni 1919 bis zum 10. Oktober 1920 war er am
Generalkonsulat in Kopenhagen. Am 18. November 1920 heiratete er die Dänin Ellen Lund. Ab 13. Oktober 1920 war er am Generalkonsulat in Amsterdam.  Am 31. Dezember 1921 quittierte er den Auswärtigen Dienst.
Von Januar 1922 bis April 1928 war er Direktor der Kreditbank in Sofia, vom 31. Januar 1924 bis zum 28. April 1928 zugleich Wahlkonsul in Sofia. Von September 1928 bis August 1932 war er Präsident der Bank Melli Iran. Seit April 1933 in persischer Untersuchungshaft, wurde er am 14. Oktober 1933 von einem persischen Strafgerichtshof wegen „Vertrauensbruchs und unlauterer Devisengeschäfte“ zu 18 Monaten Haft verurteilt. Im Oktober 1934 aus der Haft entlassen und freigesprochen, reiste er am  8. Dezember 1934 nach Deutschland. Ab dem 14. Juni 1940 war er Verwalter der Norddeutschen Kartoffelmehlfabrik GmbH in Küstrin. In der Nachkriegszeit in Deutschland war er Rechtsanwalt und Notar in Potsdam.  Er starb im Alter von 66 Jahren, als das Land Brandenburg (1947–1952) aufgelöst wurde.